# Eyachtal im Bereich des ehemaligen Landkreises Hechingen
Das Gebiet Eyachtal im Bereich des ehemaligen Landkreises Hechingen ist ein vom Landratsamt Hechingen am 18. März 1960 durch Verordnung ausgewiesenes Landschaftsschutzgebiet auf dem Gebiet der Stadt Haigerloch im Zollernalbkreis.

## Lage
Das Landschaftsschutzgebiet Eyachtal im Bereich des ehemaligen Landkreises Hechingen umfasst das Eyachtal von Haigerloch-Stetten bis zur Kreisgrenze bei Bad Imnau mit den Teilen des Stunzachtals (ab Gruol), und den Zuflüssen Butzengraben, Laibebach und Feldbach.

## Landschaftscharakter
Die Talsohle ist zumeist landwirtschaftlich genutzt oder besiedelt, während die Talhänge größtenteils bewaldet sind. Das Eyachtal ist bis Haigerloch schluchtartig eingeschnitten und weist einige markante Felsformationen auf. Zwischen Haigerloch und Bad Imnau öffnet sich das Tal stärker. Durch das Tal verläuft die Landesstraße 360. Die Im Zusammenhang bebauten Bereiche gehören nicht zum Landschaftsschutzgebiet.

## Zusammenhängende Schutzgebiete
Der Unterlauf der Stunzach gehört zum FFH-Gebiet Gebiete zwischen Bisingen, Haigerloch und Rosenfeld. Im Norden grenzt der Naturpark Schwarzwald Mitte/Nord an. Mehrere Einzelbäume im Gebiet sind als Naturdenkmale ausgewiesen.